# Cicely Popplewell
Cicely Mary Williams (1920-1995), nacida Cicely Popplewell, fue una ingeniera de software británica que trabajó con Alan Turing en la Manchester Mark 1.

## Educación y primeros años
Popplewell nació en 1920 en Stockton-on-Tees. Sus padres fueron Bessie y Alfred Popplewell. Fue a la Escuela Privada para Niñas Sherbrook. Estudió el curso de matemáticas Tripos en la Universidad de Cambridge. Trabajó con estadísticas en la forma de tarjetas perforadas. Es considerada como una experta en la calculadora de escritorio Brunsviga.
Obtuvo un grado en Artes en el Girton College de la Universidad de Cambridge en 1942, que se convirtió en una maestría en Artes para 1949.

## Carrera
En 1949 Popplewell se unió a Alan Turing en el departamento de Aprendizaje de Máquinas en la Universidad de Mánchester para ayudar con la programación de un ordenador de prototipo. Trabajó al lado Audrey Bates, una licenciado en matemáticas de la Universidad de Mánchester. Su primera función era para crear una biblioteca para el prototipo de la Mánchester Mark 1. Esta biblioteca incluía programas para resolver funciones matemáticas. Trabajó el Trazado de Rayos. Juntos, diseñaron el lenguaje de programación para la Ferranti Mark 1 y escribió el Manual de Programadores en 1951. Mientras Turing trabajaba en el Scheme A, un sistema operativo primitivo, Popplewell propuso el Scheme B, que permitía números decimales, en 1952.
Popplewell impartió la primera clase de programación en Argentina, en la Universidad de Buenos Aires, en 1961, donde coincidió con el informático Ernesto García Camarero, quien dio continuidad a la formación de programadores en dicha Universidad. Su clase incluía a la informática Cecilia Berdichevski. Recibía soporte económico del Consejo Británico. Popplewell publicó su libro El Procesamiento de la Información (Information Processing) en 1962.

## Vida personal
En 1969, Popplewell contrajo matrimonio con George Keith Williams en la localidad de Chapel-en-Le-Frith. Murió en 1995 en Buxton, Inglaterra.